# ビーナッツ
『ビーナッツ』は、日本のCGアニメ。副題は「THE Beanuts Brothers Show」。
1話5分。2024年現在2話まで制作されている。NHK教育のプチプチ・アニメの枠で放送された。製作は同じくプチプチ・アニメ枠の『ニャッキ!』を手がけたレイガンズ。1998年に第2話が放送されて以降なぜか26年以上続編が無い。

## あらすじ
お尋ね者の宇宙人のビーナッツ兄弟は、地球征服を目論むが、宇宙船の事故の為に地球に不時着し…。

## 登場人物
アニメ全体を通して英語が用いられているものの、声優はいずれも不明。
ビーナッツ兄弟
本作の主人公。懸賞金100$で指名手配されているピーナッツの形をした宇宙人の兄弟。低い声で茶色と高い声で薄茶色の二人で、どちらが兄でどちらが弟なのかは不明。茶色い方は双眼鏡で見た物を報告したり作戦を考えるなど参謀のような存在な半面女の子が自分より大きいことに気づかない鈍感な一面もあり、薄茶色の方は光線銃やSOS発信機などといったメカに強い腕前を持つ一方で、不味い虫や毒のあるキノコを食べて苦しんだり光線銃の発射する位置を間違えて自爆するなどのギャグメーカーであるが、基本的には二人揃ってドジな性格。人間と比べるとかなり小柄な体型。ピーナッツの殻の形をした宇宙船が故障して地球に不時着していまい、救助を求めながら山で暮らしている。
女の子
第1話に登場。高原でサンドイッチを食べていたところを、長らくまともな食料にありつけていなかったビーナッツ兄弟に奪われてしまう。トイプードルをペットにしている。
警官
第2話に登場。クルミの形をした宇宙人。どんぐり型のUFOに乗りながら宇宙を巡回していたところ、ビーナッツ兄弟の発信したSOSサインを受け取ったことで二人を捕縛。しかしシャワーを浴びている隙に、UFOの自動操縦システムを操られて逃げられてしまう。
最後はビーナッツ兄弟共々湖に落ちて風邪をひいてしまい、焚火で暖を取りながら救助を待つことになった。

## スタッフ
- アニメーション : レイガンズ（伊藤有壱、宍戸光太郎）
- 音楽 : 遊佐力

## 各話リスト
| 話数  | サブタイトル                     | 初回放送日     |
| ----- | -------------------------------- | -------------- |
| 第1話 | ビーナッツがやってきた！の巻     | 1997年12月15日 |
| 第2話 | 雪だ！チェイスだ！ビーナッツの巻 | 1998年8月10日  |